# Ekestad
Ekestad är en småort i Österslövs distrikt i Kristianstads kommun i Skåne län.

## Historia
Från 1885 och fram till maj 1969 var Ekestad en av stationssamhällena längs järnvägen Kristianstad-Älmhult. Det har funnits två affärer och en poststation i byn.

### Befolkningsutveckling
| Befolkningsutvecklingen i Ekestad 1990–2015 | Befolkningsutvecklingen i Ekestad 1990–2015 | Befolkningsutvecklingen i Ekestad 1990–2015 | Befolkningsutvecklingen i Ekestad 1990–2015 | Befolkningsutvecklingen i Ekestad 1990–2015 |
| ------------------------------------------- | ------------------------------------------- | ------------------------------------------- | ------------------------------------------- | ------------------------------------------- |
|                                             |                                             |                                             |                                             |                                             |
| År                                          |                                             |                                             | Folkmängd                                   | Areal (ha)                                  |
| 1990                                        | 1990                                        |                                             | 62                                          | 12#                                         |
| 1995                                        | 1995                                        |                                             | 59                                          | 13#                                         |
| 2000                                        | 2000                                        |                                             | 61                                          | 13#                                         |
| 2005                                        | 2005                                        |                                             | 63                                          | 14#                                         |
| 2010                                        | 2010                                        |                                             | 66                                          | 15#                                         |
| 2015                                        | 2015                                        |                                             | 82                                          | 40#                                         |
| Anm.: # Som småort.                         |                                             |                                             |                                             |                                             |

## Samhället
I Ekestad finns en vikingaby och Ekestads folkets park, som renoverats och som sedan december 2004 är klassad som byggnadsminne. Tomarp gårdshotell låg här innan branden som ödelade hotellet 2018.

## Personer från orten
- Cellisten Andreas Brantelid har sina rötter i samhället och uppträder regelbundet i Ekestads folkets park.
- Kråke Lithander drev restaurang och hotell i Ekestad mellan 1985 och 2017.